# Parodia subterranea
Parodia subterranea ist eine Pflanzenart aus der Gattung Parodia in der Familie der Kakteengewächse (Cactaceae). Das Artepitheton subterranea stammt aus dem Lateinischen, bedeutet ‚unterirdisch‘ und verweist auf die fast vollständig unterirdisch wachsenden Triebe der Art.

## Beschreibung
Parodia subterranea wächst fast ausschließlich einzeln. Die dunkelgrünen bis olivgrünen, abgeflacht kugelförmigen Triebe erreichen Durchmesser von bis zu 6 Zentimeter. Der Triebscheitel ist weiß bewollt. Es wird eine kurze dicke Wurzelrübe ausgebildet. Die elf bis 13 Rippen sind in deutliche konische Höcker untergliedert. Die anfangs weiß bewollten Areolen verkahlen später. Der einzelne kräftige Mitteldorn, selten sind bis zu vier vorhanden, steht mehr oder weniger ab, ist gehakt und schwarz bis gelbbraun gefärbt. Er weist Längen von 0,7 bis 1,4 Zentimeter (selten bis zu 2 Zentimeter) auf. Die etwa 10 ausstrahlenden Randdornen liegen an der Trieboberfläche an. Meist sind sie weißlich oder gelblich, manchmal jedoch sind einige schwärzlich. Die Randdornen sind 0,5 bis 0,8 Zentimeter lang.
Die purpurfarbenen Blüten erreichen Längen von bis zu 3 Zentimeter. Ihr Perikarpell und die Blütenröhre sind mit weißen bis braunen Haaren und nach oben hin schwarzen Borsten besetzt. Die Narben sind blassgelb. Die mehr oder weniger kugelförmigen Früchte sind an ihrer Basis rot und werden zu ihrer Spitze hin grün. Sie weisen Längen von etwa 0,6 Zentimeter auf und sind mit weißen Haaren besetzt. Die Früchte enthalten beutelförmige, schwarze Samen von 1,2 Millimeter Länge und 0,5 Millimeter Breite, die gehöckert sind.

## Verbreitung, Systematik und Gefährdung
Parodia subterranea ist in den bolivianischen Departamentos Chuquisaca und Tarija in der Puna-Vegetation in Höhenlagen von 2500 bis 3000 Metern verbreitet.
Die Erstbeschreibung durch Friedrich Ritter wurde 1964 veröffentlicht. Nomenklatorische Synonyme sind Parodia maassii var. subterranea (F.Ritter) Krainz (1967) und Bolivicactus subterraneus (F.Ritter) Doweld (2000).
In der Roten Liste gefährdeter Arten der IUCN wird die Art als „Least Concern (LC)“, d. h. als nicht gefährdet geführt.

## Nachweise